# Elizabeth Cappuccino
Pour les articles homonymes, voir Cappuccino.
Elizabeth Cappuccino, née le 30 octobre 1994 à Buffalo aux États-Unis, est une actrice de télévision et de cinéma américaine.

## Filmographie
- 2011 : The Focus Box (court métrage) : Cyndi
- 2013 : Deception (série télévisée) : Chloe (3 épisodes)
- 2015 : Some of Us Had Been Threatening Our Friend Colby (court métrage) : Kassia
- 2017 : Super Dark Times (en) : Allison
- 2017 : Broad City (série télévisée) : Jessica Merkel-Keller
- 2017 : The Haunted (téléfilm) : Hester Bradley
- 2015-2018 : Jessica Jones (série télévisée) : Jessica jeune (4 épisodes)
- 2018 : Orange Is the New Black (série télévisée) : Amber
- 2018 : Dinnertime (court métrage) : Sarah
- 2019 : For Hemingway (court métrage) : Rae
- 2016 : Sheridan (téléfilm) : Pamela Cushing
- 2019 : Otherhood : Angel
- 2019 : Microfilms: Vol. I (court métrage)
- 2019 : Stay (téléfilm) : Claire Brenner
- 2019 : neXT (série télévisée) : Abby LeBlanc